# Cinq de McGill
Les Cinq de McGill est une expression désignant cinq députés néodémocrates élus lors de la « vague orange » de mai 2011 alors qu'ils étaient étudiants à l'Université McGill.

## Composition
- Charmaine Borg, alors étudiante en science politique, devient députée de Terrebonne—Blainville.
- Matthew Dubé, alors étudiant en science politique mineure en histoire, devient député de Chambly—Borduas.
- Mylène Freeman devient députée d'Argenteuil—Papineau—Mirabel.
- Laurin Liu devient députée de Rivière-des-Mille-Îles.
- Jamie Nicholls, alors architecte et doctorant à l'école d'urbanisme de McGill, devient député de Vaudreuil—Soulanges.

## Impact sur le Parlement
À 20 ans et 196 jours, Laurin Liu devient la plus jeune femme de l'histoire du Canada à être élue à la Chambre des Communes.Cependant, la « vague orange » fait élire un sixième député étudiant, Pierre-Luc Dusseault, de l'Université de Sherbrooke, qui est encore plus jeune.
Ces six élus étudiants sont parmi les plus jeunes de l'Assemblée, mais les élections de 2011 voient l'élection de nombreux autres jeunes élus. Le Caucus fédéral des jeunes néo-démocrates, auquel les Cinq de McGill appartiennent tous, est donc créé.

## Élections de 2015
Lors des élections générales subséquentes, en octobre 2015, le Nouveau Parti démocratique obtient des résultats beaucoup moins spectaculaires qu'en 2011, faisant élire 44 députés au lieu de 103. Des cinq députés, seul Matthew Dubé est réélu, tandis que Charmaine Borg, Mylène Freeman, Laurin Liu et Jamie Nicholls sont défaits. Pierre-Luc Dusseault est aussi réélu.